# Wemmel
Wemmel este o comună în provincia Brabantul Flamand, în Flandra, una dintre cele trei regiuni ale Belgiei. Comuna este limitrofă cu Regiunea Capitalei Bruxelles, fiind situată în partea de nord a acesteia. Suprafața totală este de 22,77 km². Comuna Wemmel este situată în zona flamandă vorbitoare de limba neerlandeză a Belgiei dar este una dintre comunele belgiene cu facilități lingvistice pentru populația francofonă, aceasta fiind reprezentată de 11 membri din 23 în consiliul local. La 1 ianuarie 2008 comuna avea o populație totală de 14.906 locuitori. 